# Izunokuni
Izunokuni (Japans: 伊豆の国市, Izunokuni-shi) is een stad in de prefectuur Shizuoka in Japan. 

## Demografie
Op 1 februari 2009 had de stad 49.458 inwoners en een bevolkingsdichtheid van 522 inwoners per km². De totale oppervlakte van deze stad is 94,71 km².
De moderne stad werd gesticht op 1 april 2005 door het samenvoegen van de dorpen Ohito, Izunagaoka en Nirayama.

## Zustersteden
- - Gainesville, Georgia, Verenigde Staten